# Henrik Rantzau

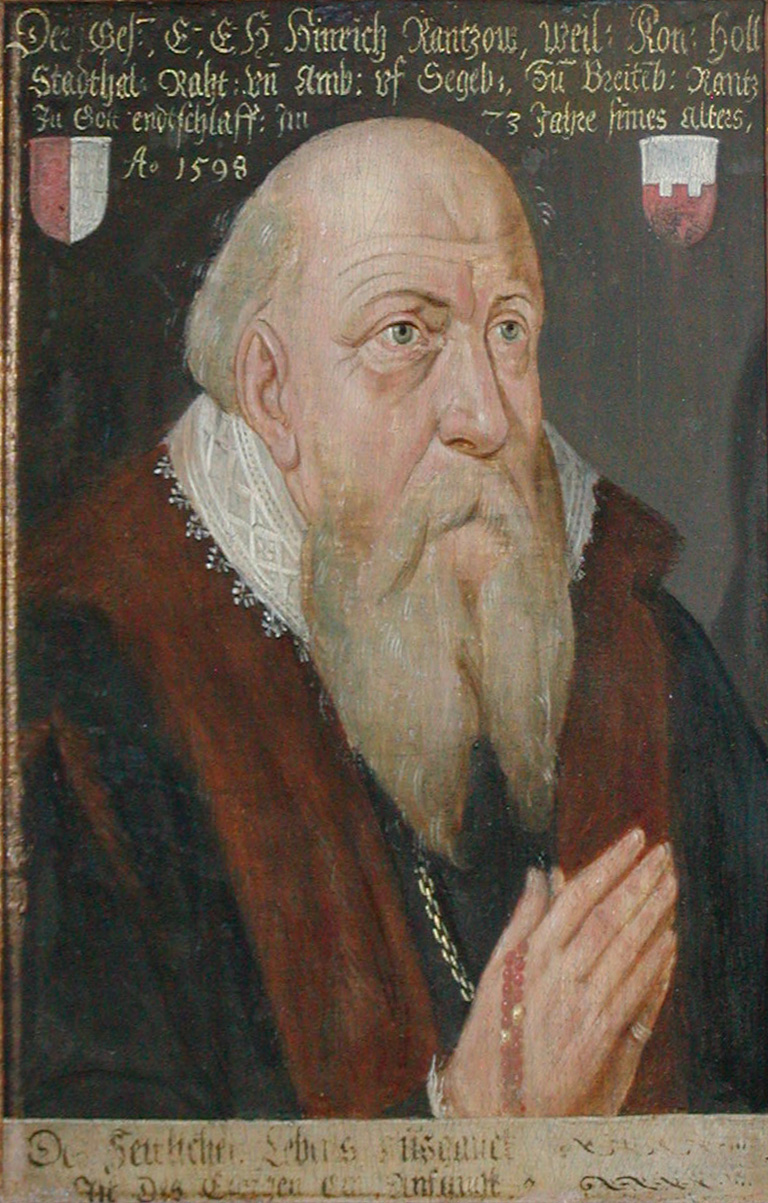
Henrik Rantzau. Porträtt från 1598 på Frederiksborgmuseet

Henrik Rantzau, född 11 mars 1526, död 31 december 1598, var en holsteinsk astrolog, humanistisk författare och kunglig ståthållare i hertigdömena Schleswig och Holstein. Son till Johan Rantzau.
Rantzau var en bekant till utgivarna av atlasen Civitates orbis terrarum, prästen Georg Braun och gravören Frans Hogenberg. Han hjälpte dem genom att tillhandahålla ritningar och kartor av städer i Skandinavien. Av denna anledning tilldelades han av misstag äran att vara tecknare till de skandinaviska delarna, däribland vyer över Stockholm och Bergen, under pseudonymen Hieronymus Scholeus. Detta hävdades av bland annat Fil.dr. L.M. Bååth, förste arkivarie vid svenska Riksarkivet, i boken Hälsingborgs historia, del II:1: Den senare medeltiden från 1933.
Ny forskning har visat att konstnärens namn faktiskt var Hieronymus Scholeus, och att han tecknade Bergen år 1581. Detta framgår av ett brev från Rantzau till kung Fredrik II av Danmark 1585.